# Титов-Арена
«Титов-Арена» — центральное спортивное сооружение Барнаула.
Ледовый дворец спорта расположен в Железнодорожном районе города на площади Сахарова на пересечении улицы Димитрова и Социалистического проспекта. В 2001 году Дворцу присвоено имя лётчика-космонавта Германа Титова.
Здание было построено в 1966 году на месте изрезанного оврагами пустыря, где сейчас находится площадь Сахарова. Архитекторы проекта: Ю. И. Абрамова, Л. Р. Якушева, Г. Г. Протопопов.

## История
В 1967—2005 годах во дворце спорта проводились календарные матчи ХК «Мотор» в чемпионате страны по хоккею с шайбой. Кроме того, на барнаульском льду проходили товарищеские встречи с хоккеистами Польши, Румынии, Австрии, Финляндии и Чехословакии. На ледяном поле выступали мастера фигурного катания, чемпионы СССР, мира, Европы и Олимпийских игр: Л. Белоусова, О. Протопопов, И. Роднина, А. Уланов, Н. Линичук, Г. Карпоносов, Н. Бестемьянова, А. Букин, С. Четверухин, И. Бобрин, С. Волков.
С концертными программами выступали известные эстрадные артисты и певцы; группировка «Ленинград», коллективы Новосибирского, Ташкентского, Ленинградского театров оперы и балета; цыганский театр Ромэн; Киевский и Грузинский цирки; хор имени Пятницкого; ансамбль под управлением Игоря Моисеева; «Песняры»; «Березка». Состоялись фестивали украинской и белорусской культур; неделя французского кино, зональные художественные выставки и т. д.
В 2003 году здесь происходило прощание с погибшим мэром Барнаула Владимиром Бавариным, а в 2005 году — с губернатором Михаилом Евдокимовым.
В 2019 году, после реконструкции, был переименован в «Титов-Арену».
Во дворце спорта находится площадка 60x28 метров с искусственным льдом и зрительный зал на 4292 мест, оснащенный мультимедийным кубом. Сегодня во Дворце спорта регулярно проводятся домашние матчи хоккейной команды «Динамо-Алтай» и располагается краевая специализированная школа олимпийского резерва по хоккею с шайбой «Алтай» (КГБУ ДО «СДЮШОР по хоккею „Алтай“»); международные и региональные соревнования по боксу, панкратиону, вольной борьбе, хоккею с шайбой. Кроме того, площадка используется для проведения крупных музыкальных концертов, выставок и ярмарок.